# 葉貽釗
葉貽釗（？—？），清末民国中国上海民族资本家。字勉卿，五金大王叶澄衷第二子。

## 生平
祖籍浙江宁波府镇海县庄市，生于上海，父亲叶澄衷有五金大王之誉。早年随父打理家族企业。1898年，继承家族五金产业而任上海南顺记经理，继承家族升大钱庄，并投资新兴的近代机器纺织业，在上海开设纱厂（时称“洋纱”，即机器纺纱）。曾合伙王一亭等创办中国品物陈列所，原址位于上海四马路（今福州路），是中国最早的上规模近现代工业产品博览会。1906年，与宋炜臣创办汉口既济水电公司，是华中最早的现代自来水企业。曾主持勘探辽宁本溪煤铁矿，投资本溪钢铁厂。
1908年，开设衍庆、大庆钱庄。1908年后，兼任四明商业储蓄银行、宁绍轮船公司等企业董事。与樊棻创办上海第一家现代机器毛纺织厂，即上海日晖织呢厂。斥资建造江浙铁路，是大股东。与许春荣合资开设“大”字系列钱庄，包括余大、志大、瑞大、承大钱庄。

## 社会活动
曾任上海沪北商团公会会员，北洋政府农工商部顾问。平生热衷慈善事业。曾捐家产建义庄，购义田。其中义庄用以抚育老幼，义田供给因战乱丢失土地的农民耕种。其慈善义举曾获得清政府表彰。晚年移居香港。